# Eagle Lake (Maine)
Eagle Lake es un pueblo ubicado en el condado de Aroostook en el estado estadounidense de Maine. En el Censo de 2010 tenía una población de 864 habitantes y una densidad poblacional de 8,45 personas por km².

## Geografía
Eagle Lake se encuentra ubicado en las coordenadas 47°3′31″N 68°39′21″O / 47.05861, -68.65583. Según la Oficina del Censo de los Estados Unidos, Eagle Lake tiene una superficie total de 102.26 km², de la cual 96.76 km² corresponden a tierra firme y (5.37%) 5.49 km² es agua.

## Demografía
Según el censo de 2010, había 864 personas residiendo en Eagle Lake. La densidad de población era de 8,45 hab./km². De los 864 habitantes, Eagle Lake estaba compuesto por el 97.22% blancos, el 0% eran afroamericanos, el 1.27% eran amerindios, el 0% eran asiáticos, el 0.12% eran isleños del Pacífico, el 0.12% eran de otras razas y el 1.27% pertenecían a dos o más razas. Del total de la población el 0.69% eran hispanos o latinos de cualquier raza.